# Anila hippocrepoides
Anila hippocrepoides là một loài thực vật có hoa trong họ Đậu. Loài này được (Schltdl.) Kuntze mô tả khoa học đầu tiên năm 1891.